# Ernst Ruge
Ernst Ludwig Richard Ruge (* 12. April 1878 in Görlitz; † 3. September 1953 in Baden) war ein deutscher Mediziner und Bürgermeister.

## Leben
Ernst Ruge war ein Sohn des Reichsbank-Bankiers Albrecht Georg Ruge (1849–1910), der später Leiter der Reichsbankstelle in Frankfurt (Oder) wurde. Seine Mutter war Emmeline Marie Auguste Ruge, geborene Treutler. Sein Großonkel war der Schriftsteller Arnold Ruge. Ruge hatte vier Geschwister. Ein jüngerer Bruder war der Philosoph und völkische Nationalist Arnold Ruge (1881–1945). Ernst Ruge war zudem mit dem Chirurgen Rudolf Virchow verwandt.
Ruge besuchte das Gymnasium und studierte danach Medizin unter anderem an der Universität Jena. Er wurde 1902 zum Dr. med. promoviert. Vom 1. April 1904 bis zum Mai 1905 war er Assistenzarzt am Pathologischen Institut der Universität Bonn. Unter Karl Schönborn war Ruge 1905 bis 1906 Assistenzarzt der Chirurgischen Universitätsklinik Juliusspital in Würzburg. Von 1910 bis 1937 war er Chefarzt der chirurgisch-gynäkologischen Abteilung des Frankfurter Krankenhauses. Der evangelische Ernst Ruge heiratete am 17. September 1910 in Berlin die evangelische Henriette Walli Rosenthal, die jüdischer Abstammung war. Da seine Frau nach den Nürnberger Rassegesetzen als Jüdin galt, musste er 1933 seine gesamten Ehrenämter niederlegen, z. B. als stellvertretender Vorsitzender der Ärztekammer für die Provinzen Brandenburg und Grenzmark Posen-Westpreußen, oder als stellvertretender Vorsitz des medizinischen Ehrengerichtes. Im Zuge der so genannten Reinigung des Berufsbeamtentums wurde Ruge am 31. Dezember 1937 als Chefarzt entlassen. Er eröffnete im Mai 1938 eine Privatpraxis in seinem Wohnhaus Halbe Stadt 8. Gegen Ende des Krieges wurde Ruge nach eigenen Angaben „wegen unvorsichtiger Bemerkungen über den Reichsleiter Himmler“ von der Gestapo verhört.

### Kunstsammler
Ruge war ein bekannter Kunstsammler, insbesondere von Kupferstichen der Renaissance. Seine Sammlung umfasste Werke von Martin Schongauer, Albrecht Dürer, Marcantonio Raimondi und Rembrandt.

### Erster Nachkriegsbürgermeister in Frankfurt (Oder)

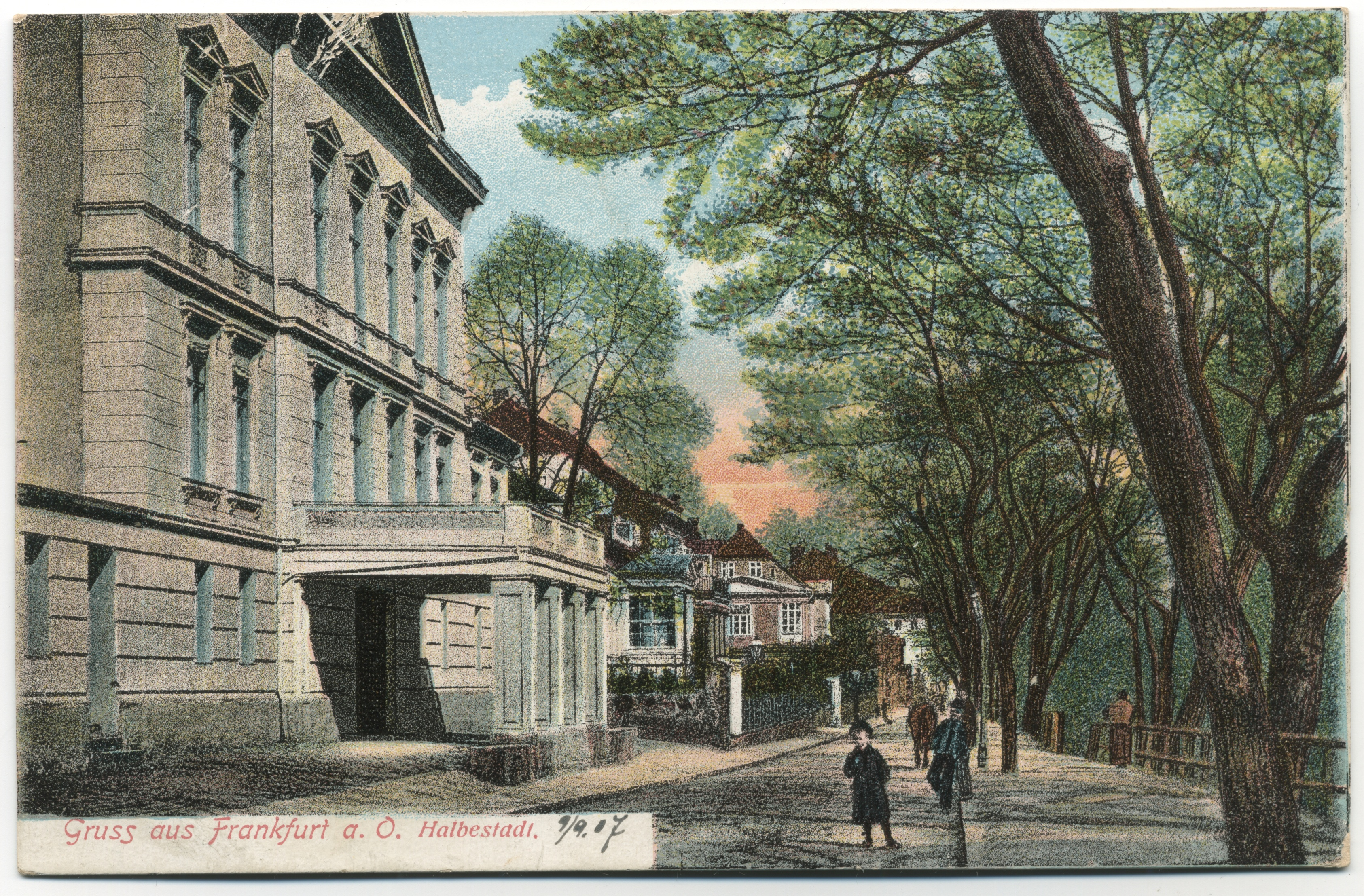
Frankfurt (Oder), Halbe Stadt 7, Sitz der provisorischen Stadtverwaltung 1945 und Halbe Stadt 8, Wohn- und Praxishaus von Ernst Ruge auf einer Postkarte von 1907

Ernst Ruge sprach neben Deutsch Französisch, Englisch, Italienisch auch etwas Russisch. Am 27. April 1945, vier Tage nach Eroberung der Stadt, wurde Ruge von Stadtkommandant Oberst Jakow Arsentjewitsch Korschikow von der Roten Armee als Oberbürgermeister von Frankfurt (Oder) eingesetzt. Er bildete einen Magistrat mit Sitz in Ruges Nachbarhaus Halbe Stadt 7 und versuchte, die Probleme der zum Teil noch brennenden Stadt zu lösen. Gemeinsam mit den drei Bezirksbürgermeistern und den Straßenverantwortlichen begann er die Enttrümmerung der Stadt und die Versorgung der Bevölkerung zu organisieren. Noch im Mai wurde von der Roten Armee eine Behelfsbrücke über die Oder errichtet. Ein Teil der Bewohner kehrte zurück. Die Einwohner der Dammvorstadt wurden jedoch bald von den neuen polnischen Behörden vertrieben. Frankfurt wurden elf Gemeinden aus dem westlichen Umland zugeordnet. Ruge trat in die SPD ein und wurde durch die Zwangsvereinigung von SPD und KPD Mitglied der SED. Er geriet jedoch mit der Provinzialverwaltung in Widerspruch und trat 1946 vom Bürgermeister-Amt zurück. Die Provinzialverwaltung berief ihn am 7. August 1946 mit Wirkung zum Ende September 1946 von seinem Amt ab. Tatsächlich scheint er jedoch schon am 2. August 1946 sein Amt nicht mehr ausgeübt zu haben.
Er praktizierte wieder als Arzt, ging jedoch 1952 nach Baden, wo er kurz darauf verstarb. Sein Nachlass befindet sich im Stadtarchiv Frankfurt (Oder).

## Werke
- Ernst Ruge: Die geschlossenen Verletzungen der Wirbelsäule. In: Erwin Payr, Hermann Küttner (Hrsg.): Ergebnisse der Chirurgie und Orthopädie. Band 26. Julius Springer Verlag, Berlin 1933.